# پرچم مالت
پرچم مالت برای اولین بار در ۲۱ سپتامبر ۱۹۶۴ به رسمیت شناخته شد. به عنوان پرچم ملی و نشان استان و نشان نیروی دریایی شناخته می‌شود و همچنین دارای تناسب ۲:۳ می‌باشد. این پرچم دارای دو رنگ سفید و قرمز به صورت نوار عمودی می‌باشد.